# Duc de Navarre
Pour les articles homonymes, voir Navarre.
Le titre de duc de Navarre et de l'Empire fut créé le 9 avril 1810 par Napoléon Ier au profit de l'Impératrice Joséphine, à la suite de leur divorce.

## Histoire
Le château de Navarre, situé à 2 km d'Évreux, avait été bâti par Jeanne II, reine de Navarre, et passa en possession de la famille de La Tour d'Auvergne jusqu'en 1801.
Divorcés depuis le 15 décembre 1809, Napoléon Ier créa Joséphine de Beauharnais, à titre compensatoire, par lettres patentes du 9 avril 1810, duchesse de Navarre, avec clause de reversion pour son fils Eugène de Beauharnais : « lettres patentes du 9 avril 1810, avec transmission héréditaire dans la descendance masculine directe et masculine de son fils aîné ». Il est à noter que le senatus-consulte du 16 décembre 1809 annulant le mariage lui laissait les titre et rang d'Impératrice et Reine.
À la mort de Joséphine, en 1814, ce furent ses petits-fils Auguste de Beauharnais (1810–1835), puis son frère Maximilien (1817–1852) qui lui succédèrent.
À la mort de Maximilien, l'héritier fut son fils, Nicolas Maximilianovitch de Leuchtenberg (1852–1891), duc de Leuchtenberg et prince Romanovsky (1843–1891), né de Maria Nikolaïevna de Russie (1819-1876), princesse impériale russe. Le gouvernement français refusa de lui permettre d'hériter du majorat, au motif qu'il était membre d'une famille régnante étrangère (les Romanov) et ne put de ce fait prêter serment (décision du ministre des Finances (1853), confirmé par décret du Conseil d'État du 10 août 1858). Le titre fut donc considéré comme suspendu.
Dès 1834, Auguste de Beauharnais avait été autorisé par ordonnance royale à vendre le château de Navarre et son domaine.

## Caractères particuliers du duché
Le duché de Navarre diffère nettement des autres duchés impériaux. Dans la noblesse d'Empire, en effet, le bénéficiaire reçoit un titre qui peut être rendu transmissible par la constitution d'un majorat en terres, immeubles ou en valeurs mobilières. Ici, la patente érige une terre en duché et la concède au bénéficiaire. Le fief ainsi constitué était le seul créé comme tel sur le territoire national, alors que les duchés grands-fiefs de l'Empire étaient systématiquement créés hors des frontières (dans le royaume d'Italie, par exemple). Comme ces derniers, cependant, il était tenu immédiatement de la couronne. Navarre était donc, du point de vue juridique, une création davantage semblable à celles de la noblesse d'Ancien Régime qu'à celles de la noblesse d'Empire.
Autre spécificité, la patente de création imposait au titulaire du fief de posséder un hôtel à Paris, d'une valeur de deux ans de revenus du duché, soit environ cent cinquante mille francs or. En plus des terres constituant le duché à proprement parler, l'impératrice reçut à titre viager la concession des revenus tirés de l'exploitation des forêts adjacentes par l'administration des domaines.
Le duché était créé au profit de l'impératrice mais celle-ci devait désigner son successeur parmi ses petits-fils issus d'Eugène. Il pouvait se transmettre perpétuellement dans l'ensemble de la descendance masculine directe non pas de ce successeur, mais de chacun des fils du prince Eugène. À défaut d'héritiers, les biens constituant le duché revenaient à la couronne. C'est sans doute ce qui explique l'empressement de Napoléon III à décréter l'insuccessibilité du titre en 1858 en prétextant de la clause de naturalité de la loi sur les majorats. Cette loi exigeait en effet des détenteurs de majorats qu'ils prêtassent serment de fidélité au souverain. Le gouvernement arguait qu'un sujet russe, de surcroît successible au trône de ce pays, ne pouvait pas s'acquitter de ce serment. Les trois régimes précédents n'avaient fait aucune difficulté aux princes bavarois et portugais issus d'Eugène, mais la riche dotation du duché était un expédient bienvenu alors que la guerre de Crimée avait laissé de lourdes dettes.

## Liste chronologique des ducs de Navarre
1. 1810-1814 : Marie-Josèphe-Rose de Tascher de La Pagerie, dite « l'Impératrice Joséphine » (23 juin 1763 - Les Trois-Îlets, Martinique † 29 mai 1814 - Rueil-Malmaison), Impératrice des Français (1804–1809), reine d’Italie (1805-1809),
2. 1814-1835 : Auguste de Beauharnais (9 décembre 1810 - Milan † 28 mars 1835 - Lisbonne), duc de Leuchtenberg (1824), prince d'Eichstätt (1824), duc de Santa Cruz (5 novembre 1829), prince consort de Portugal (1835),
3. 1835-1852 : Maximilien de Beauharnais (2 octobre 1817 - Munich † 20 octobre 1852 - Saint-Pétersbourg), duc de Leuchtenberg (1835), prince d'Eichstätt (1835), prince Romanovsky (1839).